# Bjørn Tore Kvarme
Bjørn Tore Kvarme (Trondheim, 17 de junho de 1972) é um ex-futebolista profissional norueguês. Jogou como meia defensivo da equipe do Rosenborg da Noruega. Kvarme atuou pela sua seleção em uma oportunidade, em partida contra a Colômbia em 1997.

## Biografia
Kvarme defendeu o Rosenborg pela primeira vez quando chegou ao cllube em 1991, vindo do pequeno clube de Trondheim, o Utleira. Jogou seis temporadas pela equipe, até 1996, quando foi para o Stabæk. No mesmo ano, foi para o Liverpool. Ficou lá por três temporadas, até 1999, quando passou para o Saint-Étienne. Jogou dois anos no clube francês, antes de se transferir para a Real Sociedad da Espanha, clube no qual jogaria até 2004. De lá, foi para o Bastia, onde ficaria somente uma temporada, antes de voltar para o Rosenborg em 2005.